# Monastero Agios Nikolaos

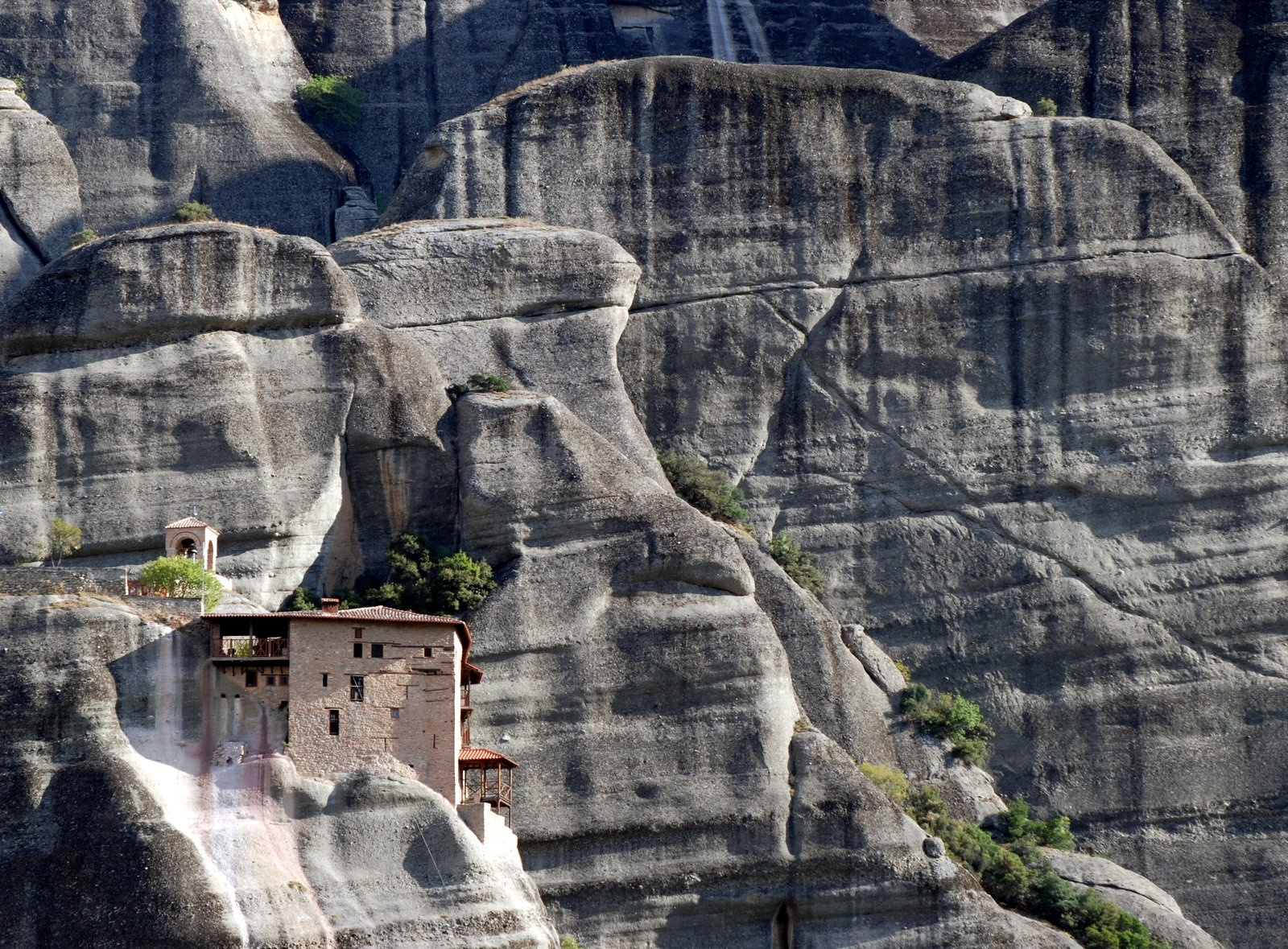
Monastero sullo sfondo delle formazioni rocciose di Meteora

Il monastero Agios Nikolaos (in greco Μονή Αγίου Νικολάου Αναπαυσά?, Moni Agiu Nikolau Anapafsa) è un monastero ortodosso del nord della Grecia. È il più piccolo di quelli ancora attivi.

## Posizione
Sorge nella parte occidentale delle falesie di Meteora sopra il villaggio di Kastraki, in cima a una formazione rocciosa alta 80 metri. L'accesso agli edifici è costituito da un sentiero che accede ai piedi della rupe con 143 gradini e di una scala di 85 gradini scavati nella parete rocciosa. Dal monastero si gode una vista mozzafiato.

## Storia
Le date della sua edificazione sono sconosciute, si ritiene che un primo nucleo di costruzioni risalga al tredicesimo secolo, ad opera di un anacoreta chiamato Nicanor Anapavsas. Le successive fasi di edificazione, visto l'esiguo spazio a disposizione, si sono sviluppate in altezza. Nel sedicesimo secolo si edificò al piano superiore la chiesa di San Nicolao e vari edifici monastici che vennero abbandonati agli inizi del ventesimo secolo. Durante la seconda guerra mondiale subì danneggiamenti. Negli anni sessanta iniziarono i lavori di restauro che durarono fino alla fine del secolo. Non vi sono informazioni su quanti monaci vi vivevano nei suoi momenti di splendore. Attualmente un solo monaco ne custodisce i tesori.

## Architettura
Gli esigui spazi a disposizione degli edificatori in cima a questa formazione rocciosa hanno costretto gli stessi a sviluppare le costruzioni sfruttando ogni minima sporgenza della roccia, in parte ricavando spazio con degli scavi. Il tutto si sviluppa per ovvi motivi in altezza, rendendo ancora più vertiginoso il già ripido paesaggio.
Al primo livello si trova la cappella di Sant'Antonio con affreschi del quattordicesimo secolo, di soli quattro metri quadrati che permette la presenza in pratica di una sola persona e di una cripta ove venivano custoditi le reliquie e i manoscritti. Al secondo livello si trova la chiesa (Katolikon) di San Nicola del sedicesimo secolo, interamente decorata da affreschi del famoso pittore di scuola cretese Théophane Strelítzas (Θεοφάνης Στρελίτζας) del 1527. Essi mostrano diverse scene della Bibbia, come Giona nella bocca della balena, le Nozze di Cana e varie immagini di santi, il Cristo pantocratore nella cupola, la dormizione di Maria e le tentazioni di Cristo. Nel piccolo Nartece vi si trova il dipinto di Adamo che dà il nome agli animali in particolare vi si vedono un elefante, un cavallo, un leopardo e un gatto e vari animali favolosi come il drago e il basilisco. Il terzo livello è costituito dal refettorio, pure affrescato, dall'ossario e dalla cappella di San Giovanni Battista.

## Galleria d'immagini

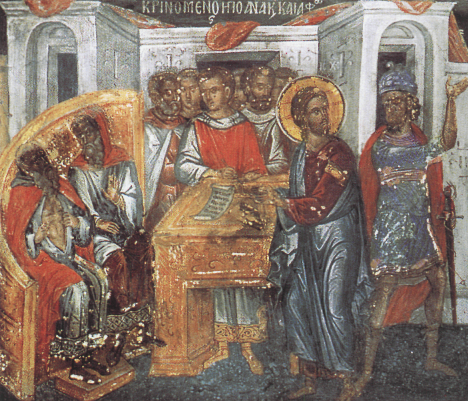
Agios Nikolaos di Anapafsas
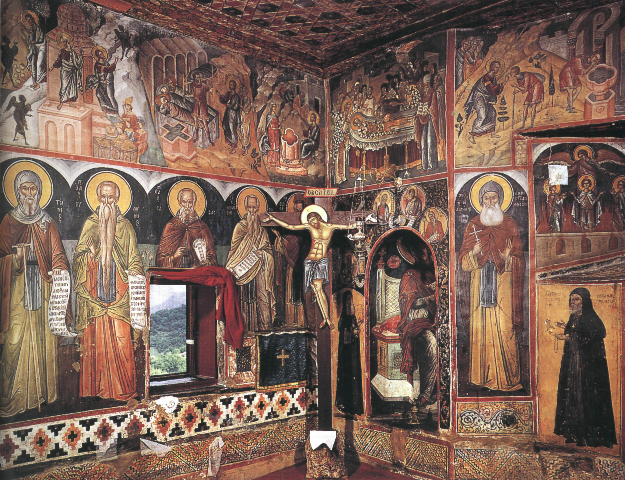
Agios Nikolaos di Anapafsas
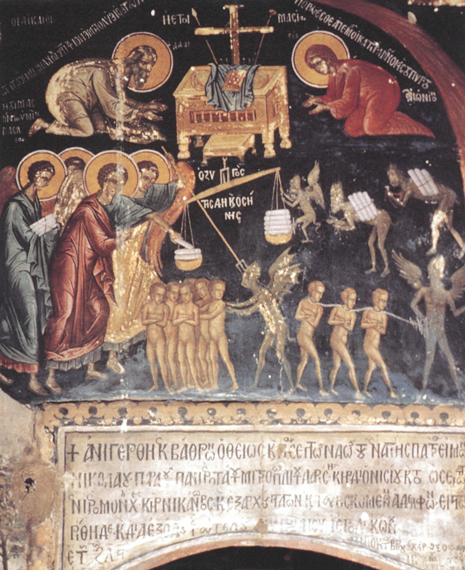
Giudizio Universale
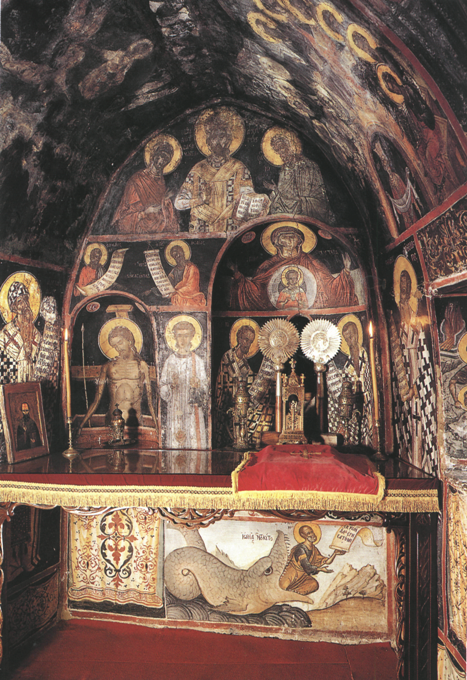
Giona nella bocca della balena
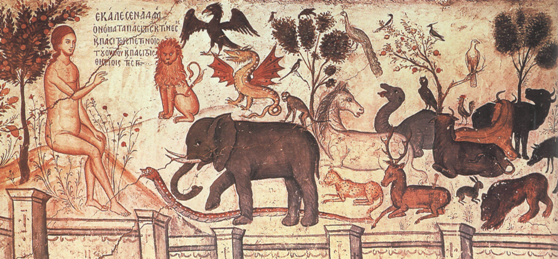
Adamo dà nome agli animali